# Anoba muffula
Anoba muffula är en fjärilsart som beskrevs av Achille Guenée 1852. Anoba muffula ingår i släktet Anoba och familjen nattflyn. Inga underarter finns listade i Catalogue of Life.